# Essai triaxial
L’essai triaxial est une méthode de laboratoire courante pour mesurer les caractéristiques mécaniques des matériaux granulaires, en particulier celles des sols (par ex. le sable, l’argile), des roches et des poudres. Il existe plusieurs variantes de cet essai, aujourd'hui entièrement normalisé,,,.

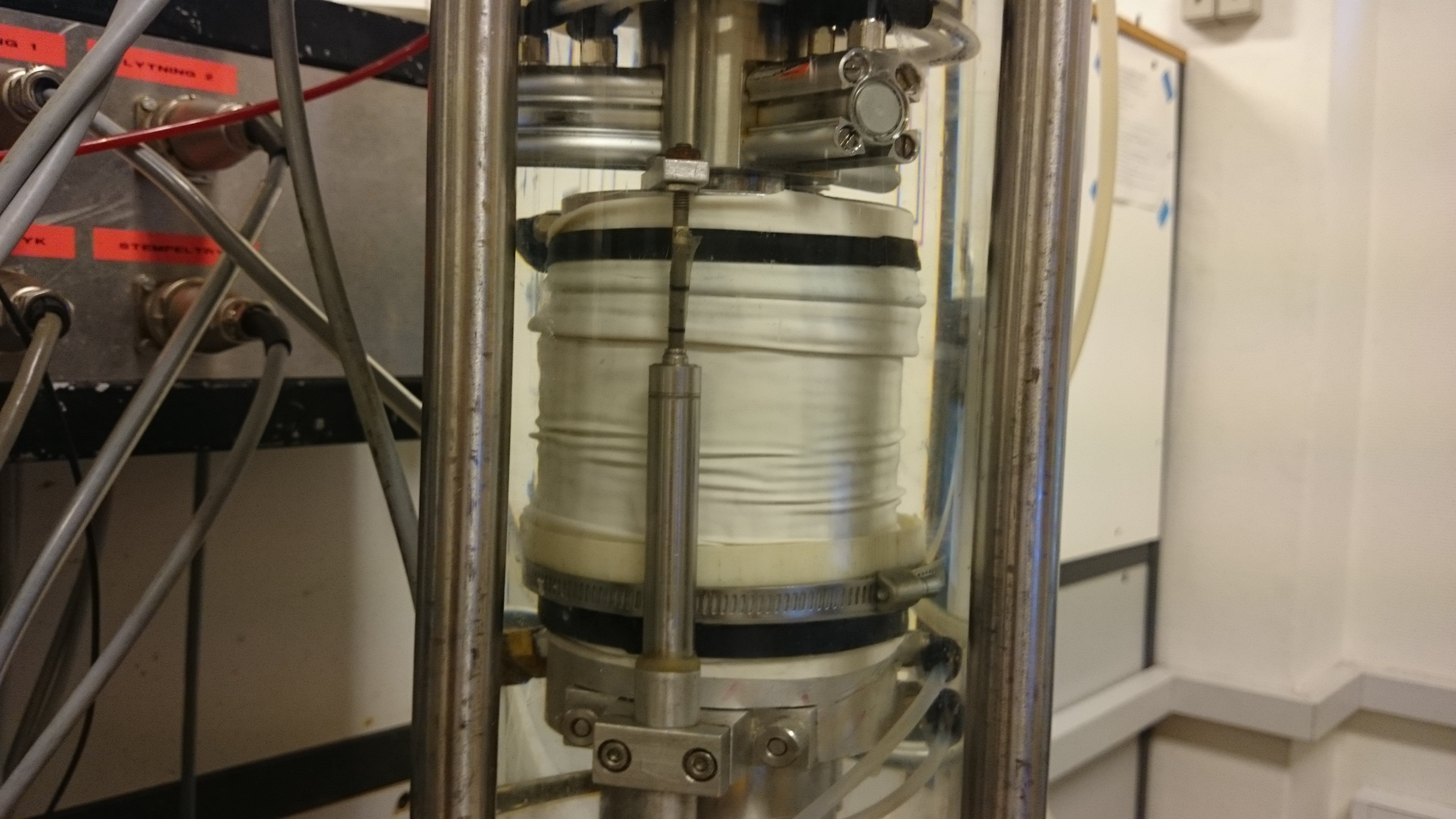
L'essai danois.

## Principe

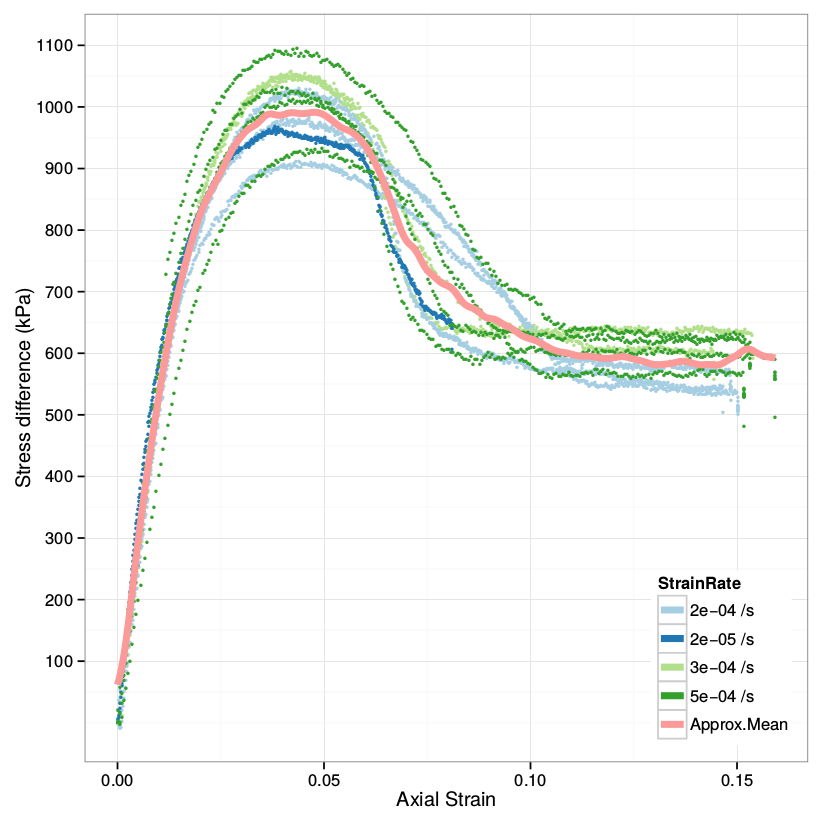
Enregistrement typique d'un essai triaxial.

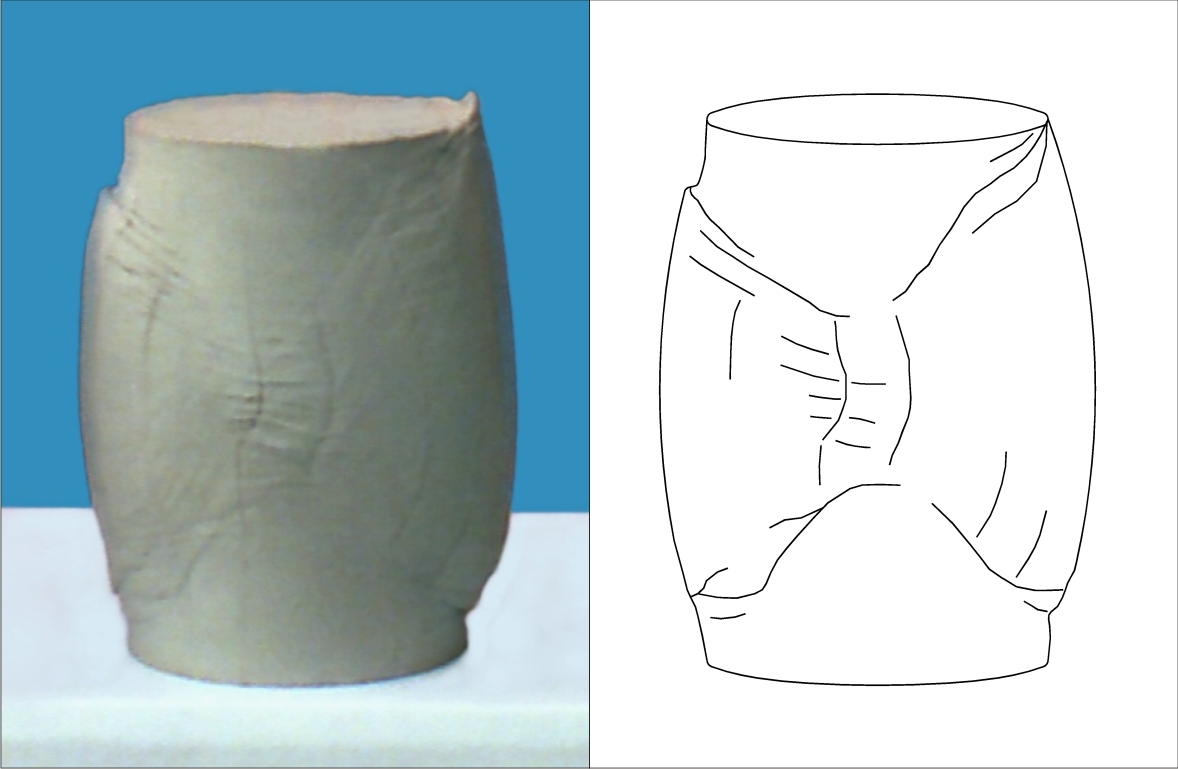
Bandes de cisaillement dans une argile verte.

Dans un essai triaxial de cisaillement, on applique un chargement à l’échantillon de telle manière qu'il développe une contrainte verticale différente de la contrainte latérale (qui agit dans la direction perpendiculaire). On obtient ce résultat en plaçant l’échantillon entre les deux plateaux parallèles d'une presse de compression, et en confinant le spécimen latéralement au moyen d'une membrane remplie d'un fluide incompressible, maintenu à une pression contrôlée. Certains instruments permettent d'appliquer deux contraintes latérales différentes, dans deux directions perpendiculaires : on parle alors de « triaxial vrai » (cf. infra).
L’application de différentes contraintes de compression dans l'appareil entraîne l'apparition de contrainte de cisaillement dans l'échantillon ; on augmente graduellement le chargement vertical et l'écrasement, piloté jusqu'à la ruine de l’échantillon. Au cours de l'essai, le fluide de confinement est maintenu en pression, et le mouvement des plateaux inférieur et supérieur provoque la dislocation de l'éprouvette cylindrique par formation de plans de glissement, dits bandes de cisaillement. Le mode de chargement dans cet essai se traduit généralement par un écrasement vertical et un bombement latéral de l'éprouvette ; il s'ensuit une diminution de la pression sur la platine et une diminution du bombement sous l'action de la pression de confinement, d'où une recouvrance de la hauteur de l'échantillon. On répète ce cycle tout en enregistrant la variation de taille de l'échantillon et les forces qui lui sont appliquées : la pression de confinement (celle de l'eau, de l'huile minérale ou du gaz présent dans la membrane), tandis que la pression interstitielle dans l'échantillon peut être mesurée à l'aide de l'appareil de Bishop.
Au cours du cisaillement, un matériau granulaire va généralement voir son volume varier : si initialement l'échantillon est dense, ou pré-compacté, son volume se met à augmenter : ce phénomène est appelé « dilatance de Reynolds » ; si au contraire il est initialement lâche, alors il se tasse jusqu'à la formation des bandes de cisaillement.

## Intérêt
À partir de l'enregistrement d'un essai triaxial, il est possible de déduire les principales caractéristiques mécaniques de l’échantillon, y compris l'angle de frottement interne, la cohésion apparente et l'angle de dilatance. Ces caractéristiques mécaniques sont nécessaires pour les calculs de dimensionnement ou l'analyse de désordres dans les ouvrages géotechniques : ainsi la détermination du coefficient de sécurité au glissement d'un talus. Il faut parfois combiner les essais triaxiaux à d'autres essais pour disposer de toutes les propriétés mécaniques utiles.

## Protocole expérimental

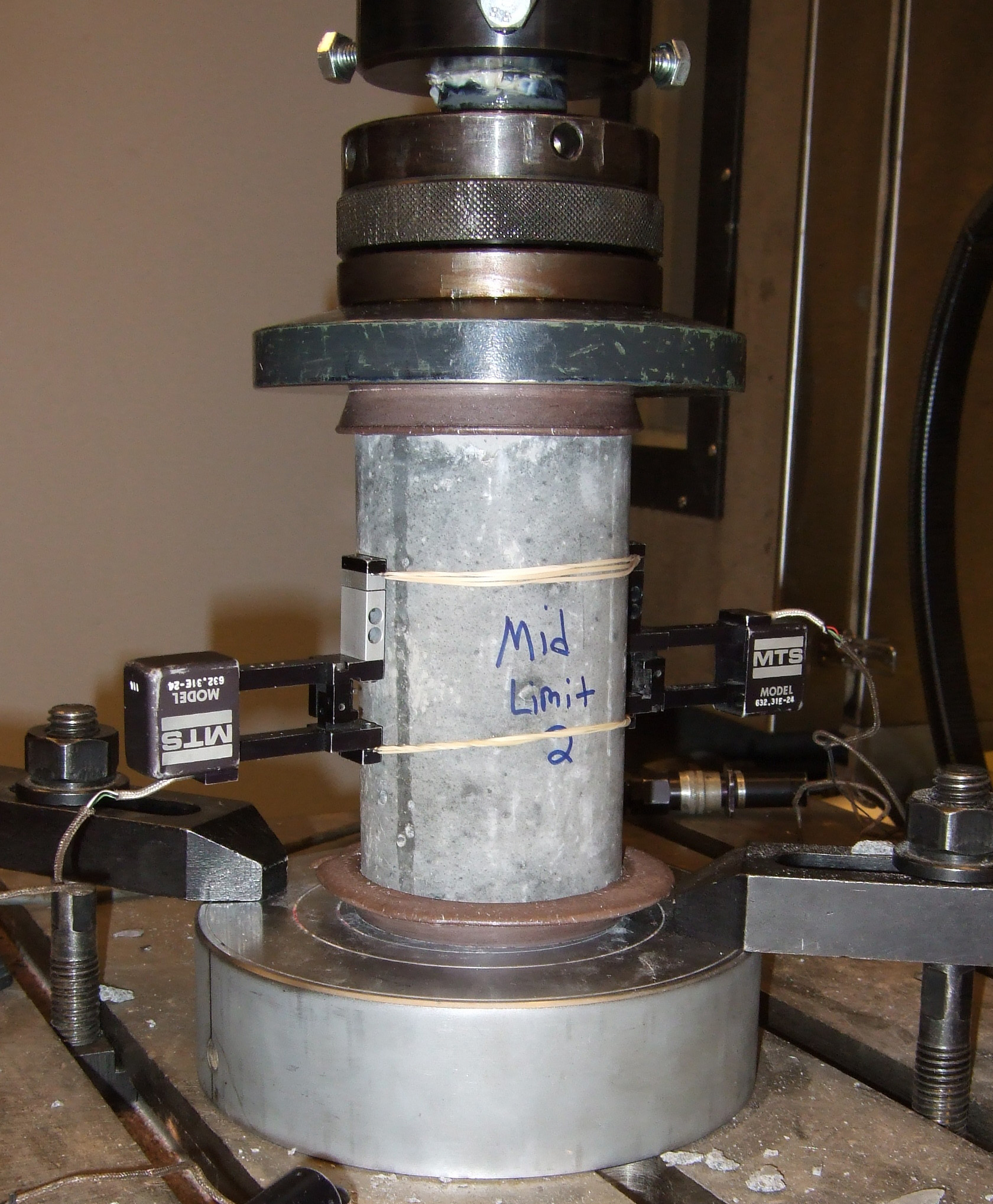
Pour les matériaux de bonne cohésion (ici une éprouvette de béton), le confinement latéral n'est pas nécessaire.

L'essai triaxial s'effectue sur un échantillon de sol cylindrique de quelques centimètres de diamètre, et d'une dizaine de centimètres de hauteur. Dans le cas d’un échantillon de sol, on place le spécimen à l’intérieur d’une membrane cylindrique en latex équipée de platines circulaires en acier qui obturent ses extrémités supérieure et inférieure. Le cylindre est plongé dans une cellule étanche en plexiglas où un fluide incompressible sert à appliquer une pression sur la périphérie. Il est ensuite possible d’appuyer ou de tirer sur la platine supérieure , parallèlement à l'axe du cylindre pour solliciter le matériau. L'enregistrement consiste à reporter la variation de la force de compression (ou de traction) en fonction du déplacement du plateau (qui mesure l'écrasement), tout en contrôlant précisément la pression de confinement. On peut estimer la variation nette de volume de l'échantillon à partir du débit de fuite.
À vrai dire, il existe trois principales modalités de l'essai :

### Essai en conditions consolidées drainées (CD)
Dans un essai consolidé drainé, l’échantillon subit une consolidation et est cisaillé par compression suffisamment lentement pour que la surpression interstitielle due à l'écrasement se dissipe. On place des blocs poreux en partie supérieure et inférieure de la membrane de confinement pour permettre l'évacuation de l'eau. Le taux de compression axiale est maintenu constant, c'est-à-dire que l'essai est asservi à vitesse de déformation constante. L’idée est de permettre que la pression interstitielle soit le plus souvent en équilibre avec les contraintes appliquées. L’essai est donc d'autant plus long que l'échantillon est peu perméable, car les débits de transfert sont faibles et l'équilibre des pressions est ralenti d'autant.

### Essai en conditions consolidées et non drainées (CU)
Dans un essai consolidé et non drainé, l'échantillon est maintenu dans une cellule étanche, de sorte que l'eau interstitielle ne peut s'en évacuer ; en d'autres termes, la teneur en eau de l'échantillon est maintenue constante, le plus souvent à 100 % (saturation).

### Essai en conditions non consolidées et non drainées (UU)
L’essai non consolidé et non drainé consiste à appliquer le chargement rapidement, à vitesse de déformation constante. On utilise cette variante pour estimer les « caractéristiques de court terme » d'un sol (celles qui intéressent généralement la stabilité des terrains en cours de travaux).
Si l'échantillon est fait d'un matériau présentant initialement une cohésion suffisante, on peut procéder à un essai de compression simple, sans pression de confinement. Ce type d'essai est moins onéreux et demande bien moins de préparation, mais comme la pression de confinement in situ est évidemment non nulle, les résultats de cet essai sont par nature sécuritaires, et peut-être inutilement. C'est fondamentalement ce type de test qu'on exécute sur les éprouvettes de béton.

### Le problème du frettage
Rowe et d'autres ont critiqué les appareils triaxiaux de conception classique pour l'état de contrainte et de déformation non uniforme qu'ils développent à l'intérieur du spécimen aux grandes deformations : la simulation numérique montre en effet que les concentrations de déformation dans la zone cisaillée proviennent du frottement aux plateaux de la presse, combiné à l'élancement excessif de l'éprouvette.
Afin d'étudier la réponse mécanique des sols aux grandes déformations, Danois et Allemands ont élaboré des appareils triaxiaux « modernes » et « améliorés » : ces dispositifs ne s'écartent toutefois pas du principe de base de l'essai triaxial. Il s'agit en substance de réduire l'élancement de l'éprouvette (la hauteur n'excède plus le diamètre de l'échantillon) et d'abolir au mieux le frottement des platines contre l'échantillon.
Les platines de l'appareil triaxial classique sont en effet plutôt rugueuses : toute la surface du piston est faite d'un filtre poreux et présentant des inégalités de surface. L'amélioration consiste donc à lui substituer des plaques de verre polies, dotées d'un dispositif d'absorption ponctuel au centre : grâce à cette interface lisse, la face d'extrémité de l'échantillon peut glisser et s'expandre radialement et horizontalement. Le cisaillement de frottement est fortement réduit, ce qui favorise le maintien d'un état de contrainte isotrope dans la masse du spécimen.
De par l'état de contrainte pratiquement hydrostatique, l'écrouissage est pratiquement un écrouissage isotrope : la déformation volumétrique, ou variation relative de volume, est distribuée de façon isotrope, ce qui facilite l'interprétation de la réponse volumétrique en conditions CD, celle de la pression interstitielle en conditions CU. L'écrouissage isotrope se traduit par une expansion radiale uniforme du cylindre : le cylindre se déforme sans se bomber même à de fortes déformation (Vardoulakis rapportait en 1980 avoir maintenu cette propriété jusqu'à 50 % de déformation sur un sable non saturé).

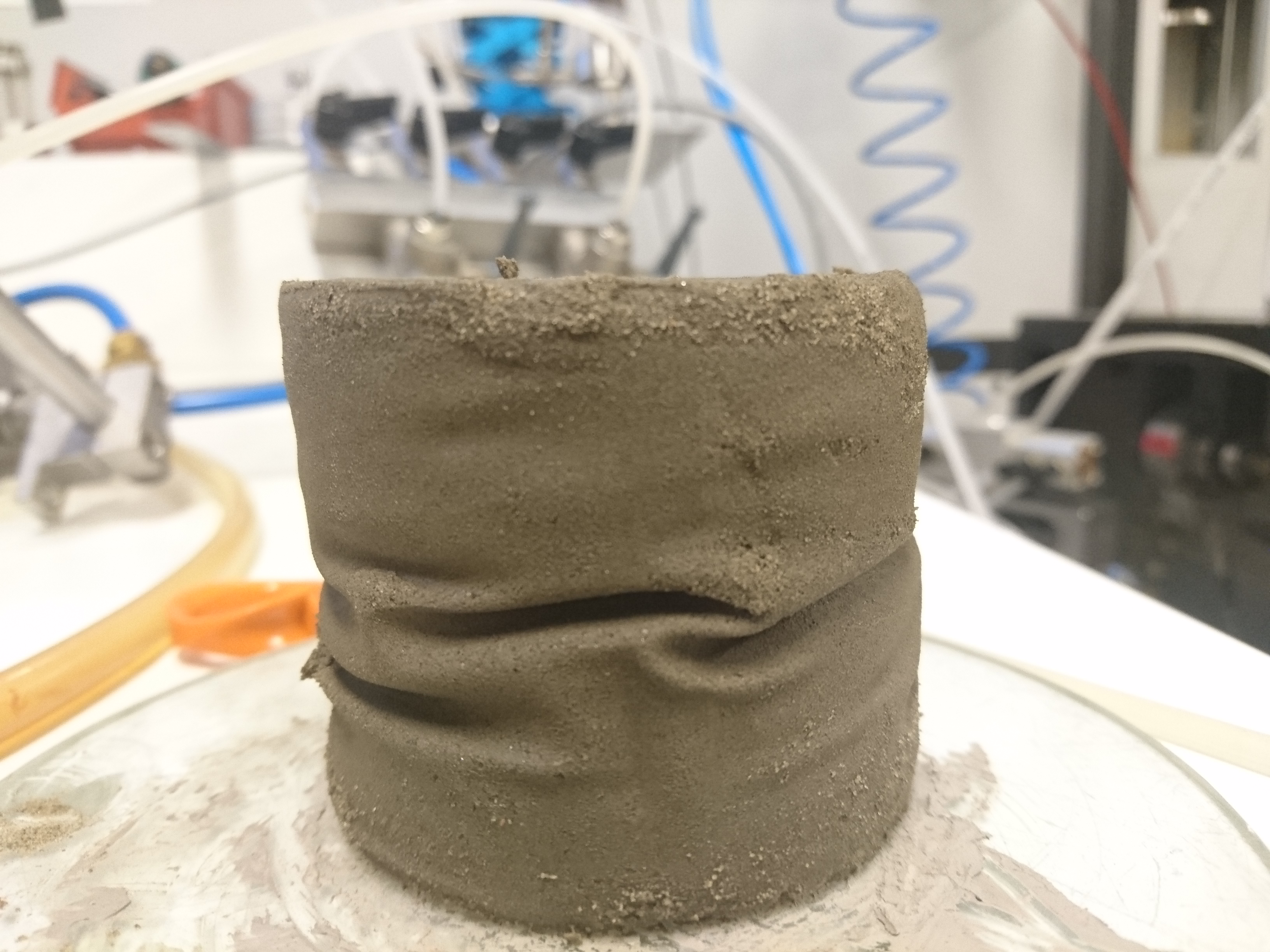
Essai post-liquefaction. L'échantillon de sable fin a été liquéfié par une série de cycles CU et reconstitué par des cycles CD plusieurs fois de suite. Les rides s'expliquent par la variation considérable du volume liée au réarrangement des fines du squelette solide. Les bandes de cisaillement ne peuvent se localiser malgré une plastification intense du matériau.

Le triaixial a encore été perfectionné dans les années 1990 par le Danois L.B.Ibsen pour ce qui est de la mesure de la variation de volume, aspect particulièrement important pour l'essai consolidé non drainé, dans la mesure où un phénomène de cavitation précipite la ruine plastique du squelette solide. Le suivi de la variation de volume est réalisé par la multiplication de jauges de déformation en différents points de l'échantillon et jusque sous les platines d'écrasement. Un asservissement judicieux de l'écrasement permet d'obtenir des conditions consolidées non drainées presque idéales.
L'automatisaton du chargement et la possibilité de pousser l'essai jusqu'en grandes déformations a considérablement élargi le domaine d'emploi de l'essai triaxial. Il est possible de provoquer la plastification répétée d'un même échantillon sans démonter le dispositif, de liquéfier un sol en grandes déformations puis de le rompre en cisaillement non drainé. On peut suivre des chemins de sollicitation faisant se succéder conditions drainées et non drainées, pour mettre en évidence le regain de raideur et de résistance post-liquéfaction.

## Normes
- NF P94-070 - Sols : reconnaissance et essais - Essais à l'appareil triaxial de révolution - Généralités - Définitions
- NF P94-074 - Sols : reconnaissance et essais - Essais à l'appareil triaxial de révolution - Appareillage - Préparation des éprouvettes - Essai (UU) non consolidé non drainé - Essai (Cu+U) consolidé non drainé avec mesure de pression interstitielle - Essai (CD) consolidé drainé